# Liste der Baudenkmäler in Söchtenau
Auf dieser Seite sind die Baudenkmäler in der oberbayerischen Gemeinde Söchtenau zusammengestellt. Diese Tabelle ist eine Teilliste der Liste der Baudenkmäler in Bayern. Grundlage ist die Bayerische Denkmalliste, die auf Basis des Bayerischen Denkmalschutzgesetzes vom 1. Oktober 1973 erstmals erstellt wurde und seither durch das Bayerische Landesamt für Denkmalpflege geführt wird. Die folgenden Angaben ersetzen nicht die rechtsverbindliche Auskunft der Denkmalschutzbehörde.
 Die Liste gibt den Fortschreibungsstand vom 31. August 2017 wieder und umfasst 22 Baudenkmäler.

## Einzeldenkmäler

### Söchtenau
| Lage                          | Objekt                                 | Beschreibung | Akten-Nr.    | Bild           |
| ----------------------------- | -------------------------------------- | --- | ------------ | -------------- |
| Halfinger Straße 2 (Standort) | Katholische Pfarrkirche St. Margaretha | Spätgotischer Saalbau mit Satteldach, eingezogenem Chor und Südturm, Mitte 15. Jahrhundert, Turmoberteil mit Doppelkuppel 1723, Anbau des südlichen Seitenschiffes und Barockisierung 1735, Anbau Sakristei 1867, Verlängerung um zwei Joche 1922; mit Ausstattung. | D-1-87-174-1 | weitere Bilder |
| Schulstraße 2 (Standort)      | Steinkreuz                             | Aus Granit, 16. Jahrhundert. | D-1-87-174-3 | weitere Bilder |
| Söchtenauer Feld (Standort)   | Bildstock                              | Granitpfeiler, 16. Jahrhundert; an der Straße nach Dingbuch. | D-1-87-174-2 | BW             |

### Aschau
| Lage                 | Objekt         | Beschreibung | Akten-Nr.    | Bild           |
| -------------------- | -------------- | --- | ------------ | -------------- |
| In Aschau (Standort) | Lourdeskapelle | Kleiner Satteldachbau mit Putzgliederung, vorgestellter Westturm mit Eingangshalle, im Innern bezeichnet mit 1907; mit Ausstattung. | D-1-87-174-4 | Lourdeskapelle |

### Dingbuch
| Lage                  | Objekt          | Beschreibung                                                  | Akten-Nr.    | Bild |
| --------------------- | --------------- | ------------------------------------------------------------- | ------------ | ---- |
| Dingbuch 2 (Standort) | Bundwerkstadel  | Mit Flachsatteldach, Mitte 19. Jahrhundert.                   | D-1-87-174-5 | BW   |
| Dingbuch 3 (Standort) | Kleinbauernhaus | zweigeschossiger Flachsatteldachbau, im Kern 18. Jahrhundert. | D-1-87-174-6 | BW   |

### Hafendorf
| Lage                   | Objekt         | Beschreibung                                         | Akten-Nr.    | Bild |
| ---------------------- | -------------- | ---------------------------------------------------- | ------------ | ---- |
| Hafendorf 3 (Standort) | Bundwerkstadel | Mit Flachsatteldach, erstes Drittel 19. Jahrhundert. | D-1-87-174-8 | BW   |

### Haid
| Lage                      | Objekt         | Beschreibung                                   | Akten-Nr.    | Bild |
| ------------------------- | -------------- | ---------------------------------------------- | ------------ | ---- |
| Egger Straße 3 (Standort) | Bundwerkstadel | Mit Flachsatteldach, um Mitte 19. Jahrhundert. | D-1-87-174-9 | BW   |

### Innthal
| Lage                  | Objekt | Beschreibung | Akten-Nr.     | Bild |
| --------------------- | ------ | --- | ------------- | ---- |
| Innthal 2 (Standort)  | Stadel | Bundwerkstadel mit Flachsatteldach und massivem Sockel, erste Hälfte 19. Jahrhundert.                                             | D-1-87-174-13 | BW   |
| Innthal 17 (Standort) | Stadel | Bundwerkstadel mit Flachsatteldach, 1819, mit eingebautem Getreidekasten von 1693 (1698?), sowie Bienenkasten und Taubenschlägen. | D-1-87-174-14 | BW   |

### Könbarn
| Lage                 | Objekt                                 | Beschreibung                                         | Akten-Nr.     | Bild |
| -------------------- | -------------------------------------- | ---------------------------------------------------- | ------------- | ---- |
| Könbarn 5 (Standort) | Zugehöriger stattlicher Bundwerkstadel | Bezeichnet mit 1788, mit eingebautem Getreidekasten. | D-1-87-174-15 | BW   |

### Osterfing
| Lage                                                | Objekt         | Beschreibung                                                                                               | Akten-Nr.     | Bild |
| --------------------------------------------------- | -------------- | --- | ------------- | ---- |
| Osterfing 2 (Standort)                              | Bundwerkstadel | Mit Flachsatteldach und zwei Tennentoren, traufseitig bezeichnet mit 1862, mit eingebautem Getreidekasten. | D-1-87-174-28 | BW   |
| Schwaberinger Feld in der Flur Osterfing (Standort) | Wegkapelle     | Mit hohem Schopfwalmdach und Putzgliederung, erste Hälfte 18. Jahrhundert; mit Ausstattung.                | D-1-87-174-16 | BW   |

### Rachelsberg
| Lage                    | Objekt      | Beschreibung                                                              | Akten-Nr.     | Bild        |
| ----------------------- | ----------- | ------------------------------------------------------------------------- | ------------- | ----------- |
| Kapellenfeld (Standort) | Feldkapelle | Kleiner verputzter Satteldachbau, Mitte 17. Jahrhundert; mit Ausstattung. | D-1-87-174-17 | Feldkapelle |

### Schürfmühle
| Lage                     | Objekt | Beschreibung                                                                                | Akten-Nr.     | Bild |
| ------------------------ | ------ | ------------------------------------------------------------------------------------------- | ------------- | ---- |
| Schürfmühle 3 (Standort) | Mühle  | Sogenannte Schurfmühle, Mühl- und Wohnhaus, zweigeschossiger Schopfwalmdachbau, um 1830/50. | D-1-87-174-18 | BW   |

### Schwabering
| Lage                        | Objekt                             | Beschreibung | Akten-Nr.     | Bild           |
| --------------------------- | ---------------------------------- | --- | ------------- | -------------- |
| Dorfstraße 1 (Standort)     | Ehemaliges Schulhaus               | Jetzt Pfarrheim, zweigeschossiger, giebelseitig erschlossener Satteldachbau mit Segmentbogenfenstern und schlichter Putzgliederung, 1864–65 erbaut, Umbau zum Pfarrhaus 1913; ehemaliges Waschhaus, eingeschossiger Satteldachbau, um 1864–65. | D-1-87-174-29 | BW             |
| Dorfstraße 4 (Standort)     | Katholische Filialkirche St. Peter | Neugotischer Saalbau mit Satteldach und eingezogenem Chor, nach Plänen von Michael Gaisberger, 1858–1859, Westturm mit Spitzhelm spätgotisch; mit Ausstattung.                                                                                 | D-1-87-174-19 | weitere Bilder |
| Dorfstraße 7 (Standort)     | Getreidekasten                     | Erdgeschossiger Blockbau, bezeichnet mit 1819. | D-1-87-174-22 | BW             |
| Hochriesstraße 2 (Standort) | Bundwerkstadel                     | Mit Flachsatteldach und eingebautem Getreidekasten in Blockbauweise, erste Hälfte 19. Jahrhundert. | D-1-87-174-23 | BW             |
| In Schwabering (Standort)   | Bundwerkstadel                     | Mit Flachsatteldach und Bemalungen, im Giebel bezeichnet mit 1763, mit eingebautem Getreidekasten in Blockbauweise. | D-1-87-174-21 | BW             |

### Stetten
| Lage                 | Objekt     | Beschreibung                                                  | Akten-Nr.     | Bild |
| -------------------- | ---------- | ------------------------------------------------------------- | ------------- | ---- |
| Stetten 1 (Standort) | Hofkapelle | Halbwalmdachbau mit Putzgliederung, um 1820; mit Ausstattung. | D-1-87-174-24 | BW   |

### Stucksdorf
| Lage                    | Objekt      | Beschreibung                                                         | Akten-Nr.     | Bild |
| ----------------------- | ----------- | -------------------------------------------------------------------- | ------------- | ---- |
| Stucksdorf 3 (Standort) | Feldkapelle | Kleiner verputzter Satteldachbau mit Nischen, 1869; mit Ausstattung. | D-1-87-174-25 | BW   |

## Ehemalige Baudenkmäler
Folgende Objekte sind nicht mehr in der Denkmalliste aufgeführt:

| Lage                                        | Objekt                                 | Beschreibung                                                             | Akten-Nr.     | Bild |
| ------------------------------------------- | -------------------------------------- | ------------------------------------------------------------------------ | ------------- | ---- |
| In Innthal ()                               | Zugehöriger Bundwerkstadel             | Mit eingebautem Getreidekasten, 1. Hälfte 19. Jahrhundert.               | D-1-87-174-12 |      |
| Untershofen Innthaler Straße 4 a (Standort) | Zugehöriger stattlicher Bundwerkstadel | bezeichnet mit 1846, mit überbautem Getreidekasten, 17./18. Jahrhundert. | D-1-87-174-26 | BW   |
| Wilperting 2 (Standort)                     | Kleinbauernhaus                        | Mit Bundwerkgiebel, 1767.                                                | D-1-87-174-27 | BW   |